# Palmaiola
Palmaiola (Italiaans: Isola di Palmaiola) is een klein eiland voor de westkust van Italië. Het eiland, gelegen in de Tyrreense Zee tussen het schiereiland van Piombino in het noordoosten en het eiland Elba in het zuidwesten wordt geografisch tot de Toscaanse Archipel gerekend.
Palmaiola behoort tot Rio Marina, een gemeente op Elba. Het hoogste punt van het ruwweg driehoekige eiland, dat een oppervlakte kent van acht hectare, bevindt zich op 85 meter boven de zeespiegel. Op het eiland staat een 20e-eeuwse vuurtoren van de Marina Militare. Deze is in 1989 voorzien van zonnepanelen. Ook bevindt zich op het eiland een helikopterplatform. Ten noorden van het eiland ligt nog een klip met een oppervlakte van 4000 vierkante meter. Aan de zuidoostzijde van het eiland ligt nog een kleine rots met een oppervlakte van 200 vierkante meter.
Palmaiola vormt het broedgebied voor zeldzame zeevogels als de Audouins meeuw. Daarom staat het eiland samen met het buureiland Cerboli onder natuurbescherming.

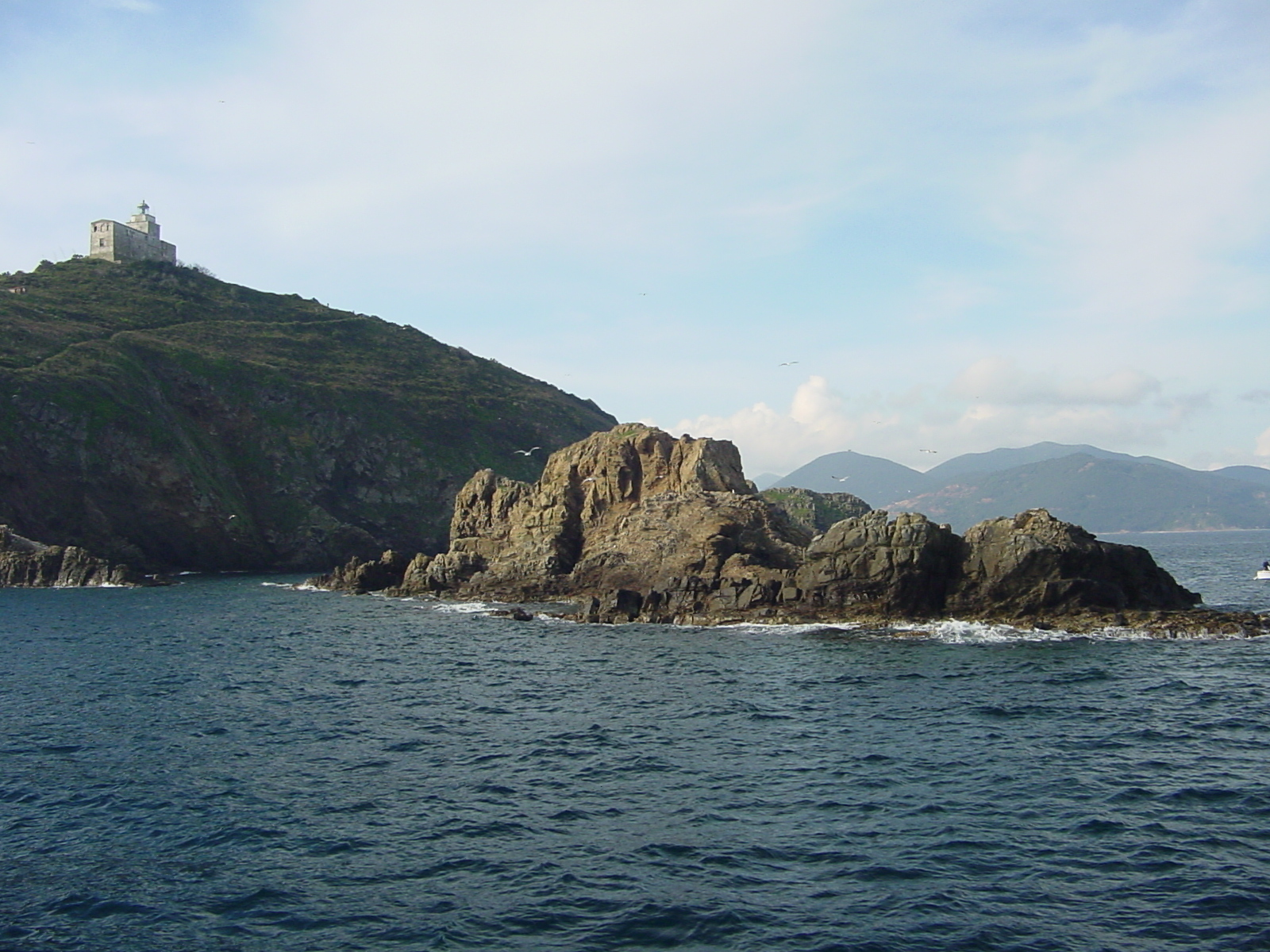
Noordzijde van het eiland
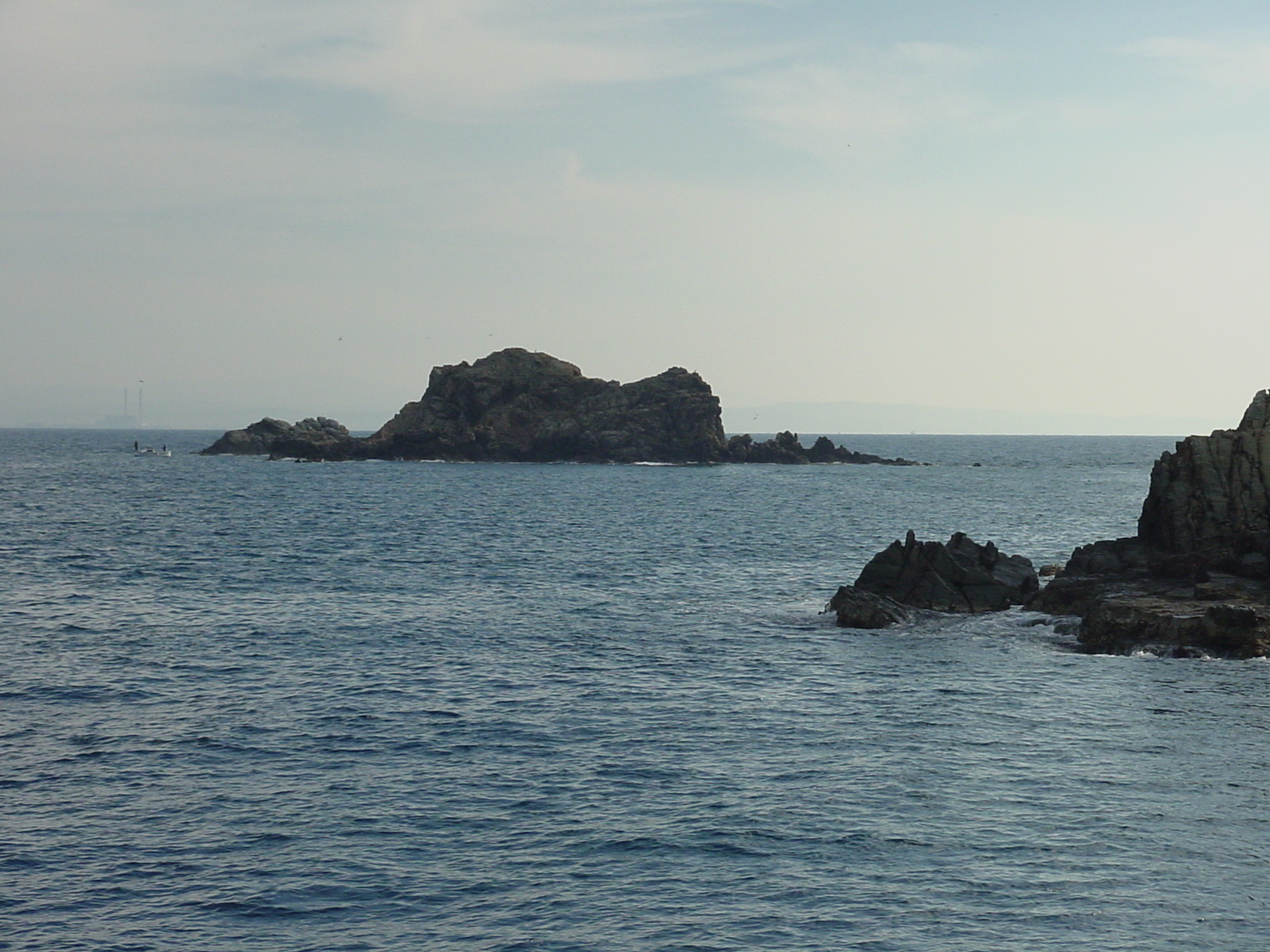
Klip ten noorden van het eiland
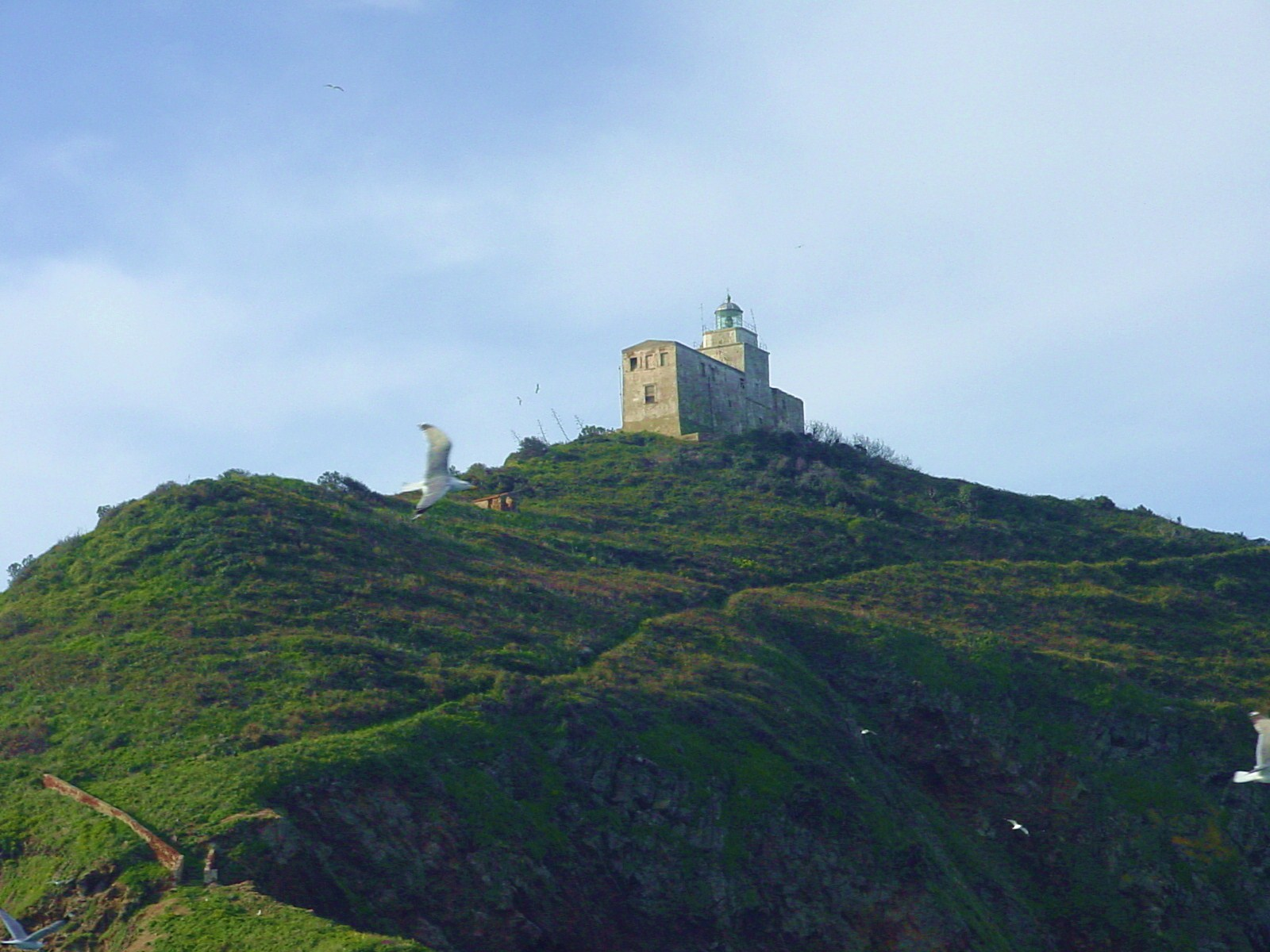
De vuurtoren van Palmaiola en het pad daarnaartoe